# Baron Davies

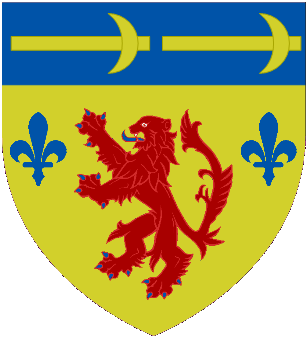
Wappen der Barone Davies

Baron Davies, of Llandinam in the County of Montgomery, ist ein erblicher britischer Adelstitel in der Peerage of the United Kingdom.
Familiensitz der Barone ist Plas Dinam, bei Llandinam in Powys, Wales.

## Verleihung
Der Titel wurde am 21. Juni 1932 für den walisischen liberalen Politiker und Mäzen David Davies geschaffen. Dieser war 1906 bis 1929 Abgeordneter im House of Commons gewesen.
Heutiger Titelinhaber ist dessen gleichnamiger Enkel als 4. Baron.

## Liste der Barone Davies (1932)
- David Davies, 1. Baron Davies (1880–1944)
- David Davies, 2. Baron Davies (1915–1944)
- David Davies, 3. Baron Davies (1940–2024)
- David Davies, 4. Baron Davies (* 1975)

Mutmaßlicher Titelerbe (Heir Presumptive) ist der Bruder des aktuellen Titelinhabers Hon. Benjamin Michael Graham Davies (* 1985).